# 2003 FIFA女子ワールドカップ日本女子代表
 2003 FIFA女子ワールドカップ日本女子代表（2003フィファじょしワールドカップにほんじょしだいひょう）は、2003年9月20日から10月12日にかけて、アメリカ合衆国で開催された2003 FIFA女子ワールドカップのサッカー日本女子代表チームである。
1999年-2003年-2007年

## 概要
4大会連続での参加となったが、そこまでの道のりは大変厳しいものとなった。
アジア予選を兼ねてタイ・バンコク行われた第14回アジア女子選手権では順当に勝ち抜くと思われていたが、3位決定戦で大韓民国に敗れて4位になってしまった。アジアの出場枠は3.5であったが、準優勝の中国が開催国返上により出場権を獲得していたため大陸間プレーオフへと進出することになり、北中米カリブ海3位のメキシコとの対戦で辛くも勝利を収めての本大会出場となった。しかしこの苦戦の末の勝利がマスメディアに大きく取り上げられ、斜陽といわれていた日本の女子サッカーが復活するきっかけになったといわれている。
本大会ではアルゼンチン戦で大谷未央がハットトリックをあげるなどの大量得点により6対0で勝利したが、次のドイツ戦では大会MVPとなるビルギット・プリンツを中心とした攻撃に翻弄され、0対3と大敗した。
引き分けでも決勝トーナメント進出できる状態で臨んだカナダ戦では澤穂希のゴールにより前半に先制するも、その後には不運ともいえる失点などから逆転され、同点ゴールと思われた大谷未央のヘディングシュートがオフサイドとされたのちにもう1点失ったため、グループリーグ敗退となった。

## 本大会登録メンバー
- 「出場状況」欄の「○」はフル出場、「」は途中交代アウト、「」は途中交代イン、数字は試合開始からの経過時間（分）、「」は獲得得点をそれぞれ表す。
- 「年齢」「所属クラブ」は、開会式が行われた2003年9月20日時点。

| 背番号 | 選手名     | ポジション | 生年月日(年齢)         | 所属クラブ                   | 出場状況               | 出場状況         | 出場状況         | 備考 |
| 背番号 | 選手名     | ポジション | 生年月日(年齢)         | 所属クラブ                   | アルゼンチン戦 9月20日 | ドイツ戦 9月24日 | カナダ戦 9月27日 | 備考 |
| ------ | ---------- | ---------- | ---------------------- | ---------------------------- | ---------------------- | ---------------- | ---------------- | ---- |
| 1      | 山郷のぞみ | GK         | 1975年1月16日（28歳）  | さいたまレイナスFC           | ○                      | ○                | ○                |      |
| 2      | 大部由美   | DF         | 1975年2月15日（28歳）  | YKK東北フラッパーズ          | ○                      | ○                | ○                | 主将 |
| 3      | 磯﨑浩美   | DF         | 1975年12月22日（27歳） | 田崎ペルーレFC               | 73分                   | 60分             | ○                |      |
| 4      | 山岸靖代   | DF         | 1979年11月28日（23歳） | 伊賀フットボールクラブくノ一 | 73分                   | ○                | ○                |      |
| 5      | 酒井與恵   | MF         | 1978年5月27日（25歳）  | 日テレ・ベレーザ             | ○                      | 56分             | 62分             |      |
| 6      | 小林弥生   | MF         | 1981年9月18日（22歳）  | 日テレ・ベレーザ             | 57分                   | 56分             | 54分             |      |
| 7      | 川上直子   | MF         | 1977年11月16日（25歳） | 田崎ペルーレFC               | ○                      | ○                | ○                |      |
| 8      | 宮本ともみ | MF         | 1978年12月31日（24歳） | 伊賀フットボールクラブくノ一 | ○                      | ○                | ○                |      |
| 9      | 荒川恵理子 | FW         | 1979年10月30日（23歳） | 日テレ・ベレーザ             | 57分                   | 56分             | 54分             |      |
| 10     | 澤穂希     | FW         | 1978年9月6日（25歳）   | アトランタ・ビート           | 80分                   | ○                | ○                |      |
| 11     | 大谷未央   | FW         | 1979年5月5日（24歳）   | 田崎ペルーレFC               | ○                      | ○                | ○                |      |
| 12     | 小野寺志保 | GK         | 1973年11月18日（29歳） | 日テレ・ベレーザ             |                        |                  |                  |      |
| 13     | 中地舞     | MF         | 1980年12月16日（22歳） | 日テレ・ベレーザ             |                        |                  |                  |      |
| 14     | 矢野喬子   | DF         | 1984年6月3日（19歳）   | 神奈川大学                   | ○                      | 60分             |                  |      |
| 15     | 宮﨑有香   | DF         | 1983年10月13日（19歳） | 伊賀フットボールクラブくノ一 |                        |                  |                  |      |
| 16     | 山本絵美   | MF         | 1982年3月9日（21歳）   | 田崎ペルーレFC               | ○                      | ○                | 89分             |      |
| 17     | 柳田美幸   | MF         | 1981年4月11日（22歳）  | 田崎ペルーレFC               |                        | 56分             | 62分             |      |
| 18     | 丸山桂里奈 | FW         | 1983年3月26日（20歳）  | 日本体育大学                 | 80分                   |                  |                  |      |
| 19     | 須藤安紀子 | FW         | 1984年4月7日（19歳）   | 日テレ・ベレーザ             |                        |                  |                  |      |
| 20     | 宮間あや   | MF         | 1985年1月28日（18歳）  | 岡山湯郷Belle                |                        |                  | 89分             |      |

- バックアップメンバー（補充要員）：GK･福元美穂 岡山湯郷Belle

## スタッフ

### 監督
- 上田栄治

### コーチ
- 吉田弘

## 試合結果

### グループ C
- 各グループ上位2チームが準々決勝に進出。

| チーム       | 勝点 | 試合 | 勝利 | 引分 | 敗戦 | 得点 | 失点 | 点差 |
| ------------ | ---- | ---- | ---- | ---- | ---- | ---- | ---- | ---- |
| ドイツ       | 9    | 3    | 3    | 0    | 0    | 13   | 2    | +11  |
| カナダ       | 6    | 3    | 2    | 0    | 1    | 7    | 5    | +2   |
| 日本         | 3    | 3    | 1    | 0    | 2    | 7    | 6    | +1   |
| アルゼンチン | 0    | 3    | 0    | 0    | 3    | 1    | 15   | -14  |

| 2003年9月20日 20:30 |

| 日本 | 6 - 0          | アルゼンチン |
|      | FIFA公式サイト |              |

| コロンバス, コロンバス・クルー・スタジアム 観客数: 16,409人 |

| 2003年9月24日 17:45 |

| ドイツ | 3 - 0          | 日本 |
|        | FIFA公式サイト |      |

| コロンバス, コロンバス・クルー・スタジアム 観客数: 15,529人 |

| 2003年9月27日 15:30 |

| カナダ | 3 - 1          | 日本 |
|        | FIFA公式サイト |      |

| フォックスボロ, ジレット・スタジアム 観客数: 14,356人 |